# Rhadinomastrus elongatus
Rhadinomastrus elongatus là một loài tò vò trong họ Ichneumonidae.